# Al-Mudaibi
Al-Mudaibi (auch Al-Mudaybi) ist eine Kleinstadt mit circa 5000 Einwohnern im Sultanat Oman. Al-Mudaibi liegt im zentralen Landesinneren direkt an den Ausläufern der Rimal Al Wahiba Wüste und an der Fernstraße Route 27. Al-Mudaibi ist administrativ auch ein Wilaya des Gouvernements Schamal asch-Scharqiyya. Der Verwaltungsbezirk hat eine Größe von 12.108 km² und eine Einwohnerzahl von 69.377 Personen. Der Al-Mudaibi Club spielt in der Oman First Division League, der zweithöchsten Spielklasse des Landes.